# Château de Monteregio
Le château de Monteregio (en italien : Castello di Monteregio) est situé dans le centre historique de Massa Marittima, dans la province de Grosseto en Toscane. 

## Historique
La fortification, construite par les Aldobrandeschi au IXe siècle, fut le premier bâtiment du centre historique de Massa Marittima, autour duquel s'est développée la ville actuelle. Cependant, les Aldobrandeschi donnèrent le château aux évêques, à la suite du transfert de leur siège de Populonia.
Au XIIIe siècle, l'ensemble est vendu à la municipalité, qui en fait le siège des régents ; à la suite de la conquête de Massa Marittima par les Siennois, le lieu connut une très longue période de déclin.
Au cours des siècles suivants, à la suite de nombreux changements de propriété entre différentes familles locales, au XIXe siècle, il devint le siège de l'hôpital Sant'Andrea grâce à d'énormes dons de certaines familles aisées de la ville.
Au cours du siècle dernier, à la suite du transfert de l'hôpital vers une structure plus moderne et fonctionnelle, le complexe a abrité pendant longtemps une maison de retraite ; des travaux de restauration ont commencé ces dernières années pour redonner à la structure son lustre d'antan.
Dans la nuit du 21 mars 2015, un incendie se déclare à l'intérieur de l'hôpital. Les flammes sont rapidement maitrisées par les pompiers.